# Colégio Ananda
Colégio Ananda, estabelecido em 1 de novembro de 1885 em Colombo, pela Sociedade Teosófica, é uma das mais antigas escolas de Sri Lanka. Originalmente era conhecida como Escola Budista Inglesa, com objetivo de fornecer instruções em inglês para estudantes budistas. A escola no início era simples e tinha apenas 37 estudantes, que se reuniam em uma casa em Pettah. Depois foi transferida para Maradana e foi nomeada em homenagem ao arahant Ananda, um dos principais discípulo de Buda.
Hoje o colégio Ananda é uma das maiores escolas budistas da Ásia, com mais de 6 000 estudantes. Os funcionários da escola são cerca de 200.
Ao longo dos anos, o Colégio Ananda produziu notáveis estudantes que contribuíram imensamente para o progresso de Sri Lanka.[parcial?] Estudantes como o primeiro-ministro Ratnasiri Wickremanayake, o deputado e líder do partido união nacional Karu Jayasuriya ou jogadores famosos de críquete como Arjuna Ranatunga e Marvan Atapattu.
Um dos mais notáveis eventos na história do colégio foi a visita de , Rabindranath Tagore em 10 de novembro de 1922, e de Mahatma Gandhi  em 1927.